# Gare de Condé-sur-Huisne
Gare de Condé-sur-Huisne vasútállomás Franciaországban, Condé-sur-Huisne településen.

## Vasútvonalak
Az állomást az alábbi vasútvonalak érintik:
- Párizs–Brest-vasútvonal
- Ligne d'Alençon à Condé-sur-Huisne

## Kapcsolódó állomások
A vasútállomáshoz az alábbi állomások vannak a legközelebb:
- Gare de Nogent-le-Rotrou (Gare de Brest, Párizs–Brest-vasútvonal)
- Gare de Bretoncelles (Paris Gare Montparnasse, Párizs–Brest-vasútvonal)